# Stephan Luca
Stephan Luca, właściwie Stephan Hornung (ur. 3 lipca 1974 w Stuttgarcie) – niemiecki aktor filmowy, teatralny i telewizyjny.

## Życiorys

### Wczesne lata
Urodził się w Stuttgarcie. Już podczas lat szkolnych zainteresował się aktorstwem. W latach 1997–2000 uczęszczał do Hochschule für Musik und Theater Hamburg. Za rolę Romea w produkcji dyplomowej Romeo i Julia (2001) otrzymał nagrodę Friedrich-Schutter dla Promocji Młodych Aktorów w Hamburgu. Potem grał w teatrach w Zurychu i Hamburgu.

### Kariera
Podczas studiów grywał w serialach telewizyjnych, takich jak ARD Szkoła nad jeziorem (Die Schule am See) czy Aus heiterem Himmel. Później wystąpił jako instruktor narciarski w komediodramacie Mają Knuta (Sie haben Knut, 2002) oraz w kilku filmach telewizyjnych, takich jak RTL Gladiatorzy (Held der Gladiatoren, 2003) jako Germanus z udziałem Henninga Bauma, Tanji Wenzel i Ralfa Möllera oraz Wielka powódź (Die Sturmflut, 2005) z Benno Fürmannem, Götzem George, Natalią Wörner, Christianem Berkelem, Rolfem Kaniesem i Nadją Uhl.
W 2007 można go było zobaczyć w filmach: Piekło nad Berlinem (Das Inferno – Flammen über Berlin), Lawina (Die Lawine, 2007) obok Muriel Baumeister oraz Gdyby miłość była prosta (Wenn Liebe doch so einfach wär, 2007) z Yvonne Catterfeld i Sebastianem Ströbelem.

### Życie prywatne
Ma córkę Emely (ur. 1998). 12 września 2006 poślubił Julię Jüngling, z którą ma córkę Marthę (ur. 2009). Jednak w 2013 doszło do rozwodu.

## Wybrana filmografia

### Filmy fabularne
- 1999: Die Häupter meiner Lieben jako Don
- 2003: Mają Knuta (Sie haben Knut) jako Rolf
- 2003: Gladiatorzy (Held der Gladiatoren, TV) jako Germanus
- 2004: Der Bergpfarrer (TV) jako Kierowca Sebastian Reiter
- 2005: Wielka powódź (Die Sturmflut, TV) jako Pilot helikoptera Herbert Müller
- 2006: W imieniu narzeczonej (Im Namen der Braut, TV) jako Paul
- 2007: Gdyby miłość była prosta (Wenn Liebe doch so einfach wär', TV) jako David Berger
- 2007: Miłość z przedszkola (Keinohrhasen) jako Lekarz
- 2007: Mężczyzna w stogu siana (Der Mann im Heuhaufen, TV) jako Hugo Dernhoff
- 2007: Piekło nad Berlinem (Das Inferno – Flammen über Berlin, TV) jako Tom
- 2008: Żądła (Die Bienen – Tödliche Bedrohung, TV) jako Ben Herzog
- 2008: Cztery dni w Toskanii (Vier Tage Toskana, TV) jako Andreas Imdahl
- 2009: Wirus apokalipsy (Faktor 8 – Der Tag ist gekommen, TV) jako Peter Keller
- 2010: W sukni ślubnej przez Afrykę (Im Brautkleid durch Afrika, TV) jako Vic
- 2010: Londyn, miłość, gołębnik (London, Liebe, Taubenschlag, TV) jako Lord William Huxley III
- 2011: Kocham ducha! (Kein Geist für alle Fälle, TV) jako Tom Harder
- 2011: Tajemnica Arki Noego (Visus-Expedition Arche Noah, TV) jako Robert Kästner
- 2013: Wielki mały człowiek (Grosser Mann, ganz Klein, TV) jako Alex Kaiser
- 2014: Rozstanie po włosku (Trennung auf Italienisch, TV) jako Marc
- 2014: Szeregowce rzadko stoją na odludziu (Ein Reihenhaus steht selten allein, TV) jako Jan Börner
- 2014: Dlaczego porwałam swojego szefa (Warum ich meinen Boss entführte, TV) jako Max Lehmann
- 2015: Super-Tata (Super-Dad, TV) jako Mark Matthau
- 2016: Osiedle (Neues aus dem Reihenhaus, TV) jako Jan Börner
- 2016: Zawiść to nie sposób! (Neid ist auch keine Lösung, TV) jako Florian

### Seriale TV
- 1998: Heimatgeschichten jako Mężczyzna z psem
- 2000: Bei aller Liebe jako Oliver Kreuzer
- 2001: In aller Freundschaft jako Adrian Lindbergh
- 2004: Ina & Leo jako Ramón
- 2004-2005: Die Albertis jako Enrique Garcia-Bartels
- 2005: SOKO Wismar jako Lukas Brehm
- 2007: Alles außer Sex jako Lennart Fuchs